# ソユーズ5
ソユーズ5 (ロシア語: Союз-5, 英語: Soyuz-5) またはイルティシュ (Иртыш, Irtysh)は、ロシアで計画中のソユーズシリーズの新型ロケット。TsSKB-プログレスがFeniks計画 (Феникс、フェニックスの意) として開発を進めている（カザフスタンでは Sunker）。
主にゼニット2やプロトン-Mの置き換えを目指したもので、将来的にはエネルギア/ブラン級の超重量級打ち上げ機も視野に入れている。打ち上げにはカザフスタン政府との協力により現在ゼニット2の打ち上げが行われているバイコヌール宇宙基地45番射点を使用し、2024年に初飛行を予定している。

## プロジェクト構成
ソユーズ5の開発計画はTsSKB-プログレスが提案し、クルニチェフ国家研究生産宇宙センターとマキーエフロケット設計局が協力している。さらに、RKKエネルギアが射点整備のほか上段のブロックDM-03を供給し、ロスコスモスは2016年から2025年の宇宙開発基本計画において資金供与を行っている。カザフスタンは同国のバイコヌール宇宙基地45番射点を射場として提供するほか、米ロ合弁のインターナショナル・ローンチ・サービス (ILS) を通じて商用ロケット打ち上げサービスを提供する。
ソユーズ5は商業打ち上げサービス市場のうち、静止トランスファ軌道への5トン以下の衛星打ち上げを狙って企画された。これは、2014年クリミア危機の影響で、ロシアがウクライナ製のゼニット3LSBを利用できなくなったことに加え、アンガラ A3の開発とボストチヌイ宇宙基地からのアンガラ A5の打ち上げがキャンセルされたことから、この範囲の打ち上げロケットがなくなったためである。2016年にILSはプロトン-Mを中量級衛星の静止トランスファ軌道への打ち上げ市場に投入すると発表した。しかし、カザフスタン政府はプロトンが使用するハイパーゴリック推進剤の毒性を懸念しており、より安全な燃料を使用するロケットへの代替を望んでいた。
TsSKB-プログレスは2016年初めにソユーズ5を商用打ち上げロケットとして投入することを提案した。この提案には、ソユーズ5を低軌道への超重量級打ち上げ（80トン級）に展開することも謳われていた。カザフスタン政府はこの提案をほぼ受け入れたものの、投資については決定を先送りにした。結局、2016年にカザフスタン政府はプロトン用射点1ヶ所を所有してプロトン-Mの商業打ち上げに参加することと、ソユーズ5が2024年に完成した時点でプロジェクトに参加することが取り決められた。

## 諸元
ソユーズ5は、既存の施設の多くを再利用でき、ゼニットに代わるプロトン-M後継ロケットとなり、かつ、新しい超重量級打ち上げロケットのブースターとしても利用できるロケットとして提案された。まずは2段式ロケットとして開発されるが、オプションのブロックDM-03を追加することで静止トランスファ軌道への衛星打ち上げミッションにも対応できる。また、バイコヌール宇宙基地45番射点を初めとするゼニット用の地上施設を活用できる。
推進剤タンクの直径は4.1 mで、プロトンの治工具を再利用できる。直径3.9 mのゼニットよりも太いため、同じ全高でより多くの推進剤を搭載できる。また、バイコヌール宇宙基地内の鉄道で輸送可能なサイズであるため、バイコヌールで最終組立を行うことでより大型のロケットとすることもできる（ボストチヌイ宇宙基地では同じことはできない）。射場があるカザフスタン政府の要望に沿って、プロトンで使われている毒性の強いハイパーゴリック推進剤の代わりに比較的環境にやさしいRG-1/LOXを推進剤に採用している。
第1段のエンジンはゼニットと同じだが推力が10%アップしたRD-171Mか、RD-180 2基を使用する。第1段の全高は37.14 mで、ゼニット第1段の32.94 mよりも長く、直径も太いため、推進剤はゼニットの290トンに対して363トンと大幅に増えている。尾部はゼニットの射点や整備施設が利用できるよう、直径3.68 mに絞られている。
第2段は直径4.1 m、全高7.77 m、乾燥重量5.9トンで推進剤重量は59トンである。エンジンはアンガラ同様にRD-0124Aを2基搭載する。ただし、ソユーズ5用のRD-0124Aは4つのノズルが正方形ではなく半円形に配置されており、エンジン2基をノズルが円形に並ぶように取り付けるようになっている。この配置により、第2段の全長を抑えながら優れた比推力を実現している。
総重量はゼニットの430トンから484トンに増加しているが、第2段の性能向上によりバイコヌール宇宙基地から軌道傾斜角51.6°、高度200kmの円軌道に16トンのペイロードを打ち上げることができる。これは同じ軌道への打ち上げ能力が約12トンのゼニットに対して大きなアドバンテージになる。
静止トランスファ軌道への打ち上げでは、第3段にブロックDM-03を使用する。これは既にゼニット3SLやアンガラ A5用に確立されており、リスクを低減したオプションとなっている。打ち上げ能力は静止トランスファ軌道に4.5トン、対地同期軌道に2.3トンで、ゼニット3SLBの3.6トン、1.59トンから大きく向上している。

## ソユーズ5 スーパーヘビー
第1段は、バイコヌールまたはボストチヌイから低軌道に73トンを発射できる超重量級ロケットのブースター（さらにはコア）として使用することができる。このアーキテクチャでは、120トンから160トンにまで打ち上げ能力を向上できると考えられている。 2016年から2025年にかけて計画されている深宇宙探査ミッションではアンガラA5Vが想定されているが、打ち上げ能力は36トンに過ぎないため、1回の月探査ミッションのために最大4回の打ち上げが必要となる。また、燃料として高価な水素が必要となる。ソユーズ5 スーパーヘビーは、すぐに利用可能なモジュールを使用してミッションを簡素化することができる。